# Йохан Филип (Изенбург-Офенбах)
Йохан Филип фон Изенбург (на немски: Johann Philipp von Isenburg, Ysenburg-Offenbach; * 4 декември 1655 в Офенбах; † 21 септември 1718 в двореца „Филипсайх“ при Драйайх) е граф на Изенбург, Офенбах, Ной-Изенбург и Драйайх (1685 – 1718).
Той е син на граф Йохан Лудвиг фон Изенбург-Бюдинген (1622 – 1685) и втората му съпруга принцеса Луиза фон Насау-Диленбург (1623 – 1685), дъщеря на княз Лудвиг Хайнрих фон Насау-Диленбург († 1662) и първата му съпруга графиня Катарина фон Сайн-Витгенщайн (1588 – 1651), дъщеря на граф Лудвиг I фон Сайн-Витгенщайн (1532 – 1605) и Елизабет фон Золмс-Лаубах (1549 – 1599).
По-голям брат е на Вилхелм Мориц (1657 – 1711), граф на Изенбург-Бирщайн (1685 – 1711).
През 1698 г. Йохан Филип разрешава на избягалите от Франция хугеноти да се заселят в Офенбах. Йохан Филип основава новия град Ной-Изенбург, който е заселен от хугенотите.
Той постоява двореца Филипсайх южно от Офенбах, който от 1718 г. е резиденция на новото графство Изенбург-Филипсайх на племенника му Вилхелм Мориц II.

## Фамилия
Йохан Филип се жени на 19 юли 1678 г. за пфалцграфиня Шарлота Амалия фон Цвайбрюкен-Ландсберг (* 24 май 1653; † 9 август 1707), дъщеря на пфалцграф Фридрих Лудвиг фон Цвайбрюкен-Ландсберг († 1681), внучка на Фридрих Казимир фон Пфалц-Цвайбрюкен-Ландсберг и правнучка на Вилхелм Орански.  Те нямат деца.
Йохан Филип се жени втори път на 22 юли 1708 г. за неговата племенница графиня Фридерика Вилхелмина Шарлота фон Сайн-Витгенщайн-Берлебург (* 23 юни 1684 в Берлебург; † 26 юни 1731), дъщеря на сестра му Шарлота Амалия (1651 – 1725) и граф Георг Волфганг Вилхелм фон Сайн-Витгенщайн-Берлебург (1636 – 1684). Те имат една дъщеря:
- Луиза Шарлота (1715 – 1793), омъжена на 25 октомври 1733 г. в Офенбах за принц Фридрих Ернст фон Изенбург-Бюдинген (1709 – 1784), син на Волфганг Ернст I княз фон Изенбург-Бюдинген († 1754)

Вдовицата му Вилхелмина се омъжва втори път на 4 декември 1727 г. за бургграф и граф Фридрих Лудвиг фон Дохна-Райхертсвалде (1697 – 1766).